# Mont Ramelau
Le mont Ramelau, mont Tatamailau ou, en tétoum, Foho Tatamailau, est la plus haute montagne de l'île de Timor et le point culminant du Timor oriental, avec 2 963 m d'altitude. La montagne se situe approximativement à 70 km au sud de la capitale Dili entre la municipalité d'Ermera et celle d'Ainaro. On peut facilement l'escalader en deux heures et demie à partir de Hatu-Builico (municipalité d'Ainaro).
Après l'indépendance du Brésil, le Ramelau devient le point culminant du Portugal et de son empire colonial. De nombreux administrateurs et militaires portugais faisaient escale dans les villages autour du mont, au climat plus frais, et plus proche d'un climat européen, pour échapper à la chaleur parfois suffocante du climat équatorial et tropical du reste de la colonie, dont la côte. La température oscille entre 15 et 25 °C, et monte rarement plus haut. Les nuits sont toujours fraîches. Vu l'isolement de la colonie, confinée au fin fond de l'extrême orient et du géant indonésien, les militaires étaient plutôt en missions courtes, et étaient plutôt des appelés du contingent, et rares étaient les Portugais qui envisageaient la construction de villas coloniales dans la zone, car l'avenir de la colonie était incertain : il était très difficile de faire venir les divers matériaux, qui étaient très chers, en milieu montagneux, d'autant plus que c'était déjà difficile sur la côte. Peu propice à l'installation de colons européens, le grand isolement de la colonie limita l'installation de colons. Entre 1976 et 1977, les colons portugais qui vivaient autour du mont furent expulsés par l'Indonésie, qui venait d'envahir la colonie.

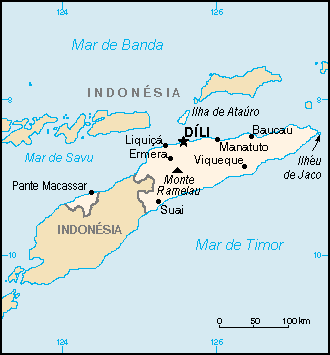
Localisation
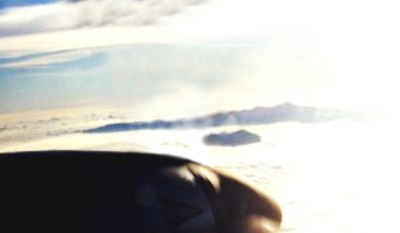
Vue d'avion